# Lucia Liljegren
Lucia Liljegren est une ingénieure américaine en génie mécanique, qui a travaillé au Pacific Northwest National Laboratory (sur des projets relatifs à l'assainissement et au stockage des déchets radioactifs) et comme assistante (« assistant professor ») au département du génie aérospatial à l'université d'État de l'Iowa. Elle est particulièrement connue (comme Lucia) pour son blog sur le réchauffement climatique/changement climatique : The Blackboard (Where Climate Talk Gets Hot!), en ligne depuis 2007. Judith Curry, climatologue au Georgia Institute of Technology, désigne Lucia comme étant « probablement la personne la moins controversée de la blogosphère climatique, en raison de son enjouement, de son sens de l'humour, de son honnêteté et de son ouverture d'esprit. » Thomas Fuller, qui tient à l'Examiner.com une chronique populaire où il exprime « le point de vue d'un sceptique progressiste sur les problèmes environnementaux », dit que The Blackboard est un des deux endroits d'Internet où « des gens qualifiés des deux bords du débat sur le changement climatique peuvent réellement avoir une discussion polie sur des questions de nature scientifique. » Il ajoute : « Il est impossible de ne pas aimer Lucia, je pense. » 
Dans le débat sur le changement climatique, Lucia Liljegren se catégorise elle-même comme lukewarmer, c'est-à-dire comme quelqu'un qui, tout en reconnaissant l'existence du réchauffement climatique, met en doute la gravité du problème et la fiabilité des prédictions de la climatologie[réf. nécessaire].
Depuis 2004, Lucia Liljegren tient aussi un autre blog, The Knitting Fiend, (La mordue de tricot).

## Publications
Sans prétendre à l'exhaustivité, on mentionnera :
- Lucia M. Liljegren, An experimental study of the effect of small particles on the fluid turbulence in fully developed flow of air in a horizontal pipe, Ph. D. Thesis Illinois University, 1990.
- J.A. Bamberger, L.M. Liljegren et P.S. Lowery, « Strategy Plan A Methodology to Predict the Uniformity of Double-Shell Tank Waste Slurries Based on Mixing Pump Operation », 1990, rapport technique du Pacific Northwest National Laboratory, consultable en ligne.
- L. M. Liljegren, Ensemble averaging applied to the flow of a multiphase mixture, conférence à l'American Society of Mechanical Engineers, 1993, consultable en ligne.
- L. M. Liljegren, Similarity analysis applied to the design of scaled tests of hydraulic mitigation methods for Tank 241-SY-101, 1993, rapport du Pacific Northwest National Laboratory, consultable en ligne.
- Lucia M. Liljegren (Department of Analytic Sciences, Fluid Dynamics Laboratory, Pacific Northwest Laboratory), « The dissipation rate of fluctuating kinetic energy in a fluid–solid flow », Physics of Fluids, vol. 6, no 11, 3795 (1994) (3 pages)
- J. A. Bamberger et L. M. Liljegren, 1/12-Scale scoping experiments to characterize double-shell tank slurry uniformity: Test plan, 1994, rapport technique du Pacific Northwest Laboratory, consultable en ligne.
- L. M. Liljegren (Analytic Sciences Department, Battelle, Pacific Northwest Laboratory), « The influence of a mean fluid velocity gradient on the particle-fluid velocity covariance », International Journal of Multiphase Flow, vol. 20, no 5, novembre 1994, p. 969–977.
- J. A. Bamberger, L. M. Liljegren, C. W. Enderlin, P. A. Meyer, M. S. Greenwood, P. A. Titzler et G. Terrones, Final Report. One-Twelfth-Scale Mixing Experiments to Characterize Double-Shell Tank Slurry Uniformity, 1995, rapport du Pacific Northwest National Laboratory, consultable en ligne.
- L. M. Liljegren (Pacific Northwest Laboratory) et W. Foslein (Hewlett‐Packard Company), « Fluctuating kinetic energy budget during homogeneous flow of a fluid solid mixture », Physics of Fluids, 8, 84 (1996) (7 pages)
- L. M. Liljegren, A comment on Ahmadi and Ma (1990), 1997,  rapport du Pacific Northwest National Laboratory, consultable en ligne.
- James C. Liljegren, Stephen Tschopp, Kevin Rogers, Fred Wasmer, and Lucia Liljegren (Argonne National Laboratory, Argonne, Illinois), Michael Myirski (U.S. Army Chemical Materials Agency, Edgewood, Maryland), « Quality Control of Meteorological Data for the Chemical Stockpile Emergency Preparedness Program », Journal of Atmospheric and Oceanic Technology, vol. 26, no 8, août 2009, p. 1510–1526.